# Heliopithecus leakeyi
Heliopithecus leakeyi je druh vyhynulých úzkonosých primátů, žijících na konci časného miocénu (před 17 miliony let) na území dnešní Saúdské Arábie. Dosud je znám jediný druh, Heliopithecus leakeyi, pocházející z lokality Ad Dabtiyah u Perského zálivu. Rodové jméno je odvozeno od řeckých výrazů pro Slunce („helios“) a opici („pithekos“) a vztahuje se k místě nálezu uprostřed pouště. Druhové jméno připomíná příjmení slavné rodiny paleontologů – Leakey.
Rod Heliopithecus byl popsán v roce 1987 na základě nálezu zlomku horní čelisti a dalších čtyř izolovaných zubů. Od té doby nebyly zachyceny žádné další ostatky a znalosti anatomie tak zůstávají velmi omezené. Podle velké části odborníků by Heliopithecus mohl být totožný s rodem Afropithecus. Dělí je jen nepatrné rozdíly v morfologii zubů, ale zato velká geografická vzdálenost. Velmi sporý kosterní materiál ovšem zatím neumožňuje přesnější porovnání a případné sloučení, a proto jsou ponechány v platnosti oba rody.
Pozoruhodné je zejména místo výskytu Heliopitheca, které je značně vzdálené od starších východoafrických lokalit časného miocénu. Může naznačovat počátek šíření hominoidů mimo Afriku, k němuž mohlo dojít zhruba před 17 – 18 miliony let díky vzniku suchozemských mostů mezi Afrikou, Evropou a Asií. Na rozdíl od časně miocenních hominoidů měl Heliopithecus masivní čelisti a zuby se silnou sklovinou, které mu dovolovaly pojídat i tužší plody, hlízy či oddenky. Tato schopnost mohla být klíčovým bodem, který umožnil rozšíření hominoidů na počátku středního miocénu z Afriky do Evropy a Asie. Zde je jako nejstarší známý zástupce hominioidů evidován rod Griphopithecus.